# Aquarium de Lyon
L'Aquarium de Lyon est un aquarium privé situé dans la ville de La Mulatière, dans la métropole de Lyon. Ouvert en 2002 après 2 ans de travaux par Maurice Chichportiche propriétaire de l'Aquarium d'Intra Muros à Saint-Servan/Saint-Malo et Fondateur du Grand aquarium Saint-Malo.
Il appartient désormais au groupe espagnol Aspro-Ocio, qui possède également les parcs Aqualand.

## Description
L’Aquarium de Lyon, au confluent du Rhône et de la Saône, est constitué de 39 écosystèmes abritant 3 000 spécimens parmi 300 espèces représentées et mis en scène dans 1 000 000 litres d'eau.
Le plus grand des écosystèmes s'appelle la Fosse aux requins. Sa vitre inférieure en Méthacrylate est d'une épaisseur de 23 cm à la base, pour résister à la poussée de l'eau.
L'Aquarium est organisé en secteurs :
- La Confluence (poissons d'eaux douces tempérées)
- La Balade tropicale (poissons d'eaux douces tropicales)
- Les récifs du monde
- Les curiosités marines